# Décennie 1510 en architecture
| Années de l'architecture : 1507 - 1508 - 1509 - 1510 - 1511 - 1512 - 1513    |
| Décennies de l'architecture : 1480 - 1490 - 1500 - 1510 - 1520 - 1530 - 1540 |

Cet article présente les faits marquants de la décennie 1510 en architecture.

## Événements
- 28 décembre 1511 : le dôme de la cathédrale de Séville s'effondre. Il est reconstruit avant 1517 par Juan Gil de Hontañón[1].
- 4-5 mars 1512 : la tour ouest de l'église Saint-Pierre de Leyde s'effondre dans la nuit[2].
- 6 septembre 1519 : François Ier donne commission à François de Pontbriand d'engager les dépenses pour la construction du château de Chambord, achevée vers 1544[3].

## Réalisations
- 1508 et 1517 : agrandissements du château de Sintra, près de Lisbonne[4].
- 1509-1523 : construction de la tour Saint-Jacques, clocher de l'église Saint-Jacques-de-la-Boucherie, détruite en 1797, à Paris[5].
- 1510-1513 : le roi Manuel Ier de Portugal fait reconstruire la nef de l'église du château de Tomar par l'espagnol Diogo de Arruda, puis par le portugais João de Castilho à partir de 1515[6], en ce qu'on a appelé par la suite le style manuélin, un mélange de gothique et d'architecture Renaissance.
- 1510-1514 : le palais des Colón (Alcázar de Colón (es)) à Saint-Domingue est construit. Ce palais de 22 pièces sert de résidence à Don Diego Colón et sa famille[7].
- Vers 1510-1520 : construction de la tour de l’église Saint-Botolphe de Boston en Angleterre[8].
- Vers 1511-1514 : reconstruction du campanile de Saint-Marc à Venise par Bartolomeo Bon[9].
- 1512-1532 : construction de l'église Saint-Nicolas-de-Tolentin de Brou sur des plans de Louis van Bodeghem[10].
- 1513-1521 : Katherine Briçonnet et son époux Thomas Bohier font construire le château de Chenonceau[11].
- 1513-1733 : construction de la nouvelle cathédrale de Salamanque[12].
- 1514 : début de la construction du palais Farnèse sur les plans d'Antonio da Sangallo le Jeune ; les travaux sont interrompus en 1534, puis repris en 1540-1541[13].

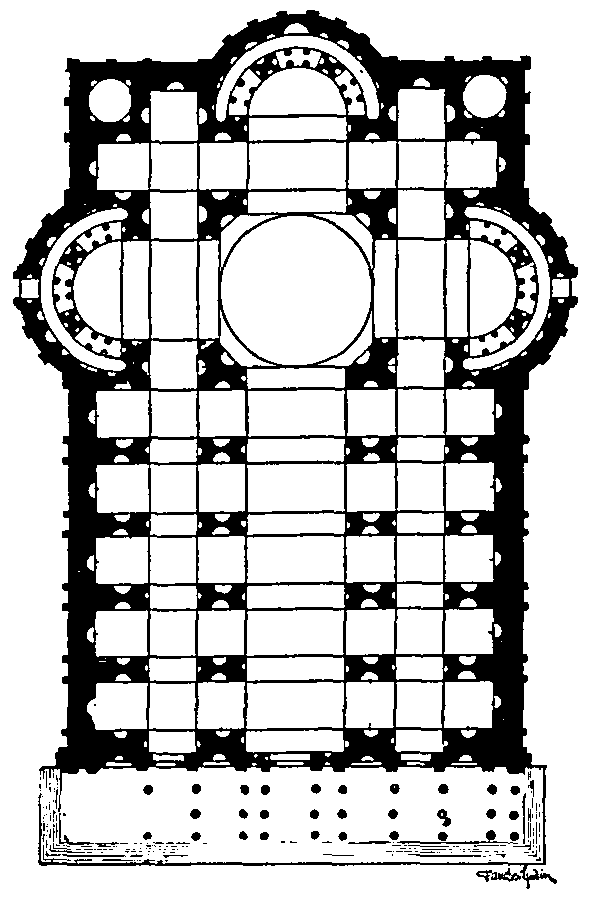
Projet de Raphaël pour Saint-Pierre de Rome.

- 1514-1520 : Raphaël devient l'architecte en chef de la basilique Saint-Pierre de Rome. Il modifie les plans et opte pour une croix latine et une nef allongée[14].

- 1514-1538 : construction du cloître de la cathédrale Saint-Pierre de Ratisbonne[15].

- 29 juillet 1515 : la troisième phase de la construction de la King's College Chapel à Cambridge, la plus grande voûte en éventail, conçue par John Wastell (en), est achevée[16].
- 1515 : le cardinal Wolsey commence le remaniement du château de Hampton Court donnant sur la Tamise à Londres (fin en 1521)[17].
- 1515-1521 : construction de la tour de Belém à Lisbonne, conçue par Francisco de Arruda[18].
- 1515-1524 : construction de l'aile Renaissance François Ier au château de Blois[19].
- 1515-1560 : construction de la Scuola Grande de San Rocco à Venise[20].
- Avant 1516 : construction du Manor Lodge (en) près de Sheffield, agrandissement d'un pavillon de chasse[21].
- 1517 : le castillan João de Castilho remplace Diogo Boitaca dans la direction des travaux de construction du monastère des Hiéronymites de Belém  au Portugal ; le sculpteur français Nicolau de Chanterene réalise le portail ouest de l’église du couvent[22].
- 1517-1520 : construction de l'aile de Lupton (troisième côté de la cour de l'Eton College), avec la tour de Lupton dessinée par l'architecte Henry Redman[23].
- 1518 :
  - Raphaël travaille sur la villa Madame près de Rome, inspirée de la villa de Pline[24]. Elle reste inachevée.
  - reconstruction de l'Ancienne Douane à Haguenau[25].
  - construction du mausolée de Sinkandar Lodi à Delhi[26].
- 9 septembre 1519 : début de la construction de la Neupfarrkirche à Ratisbonne[27].

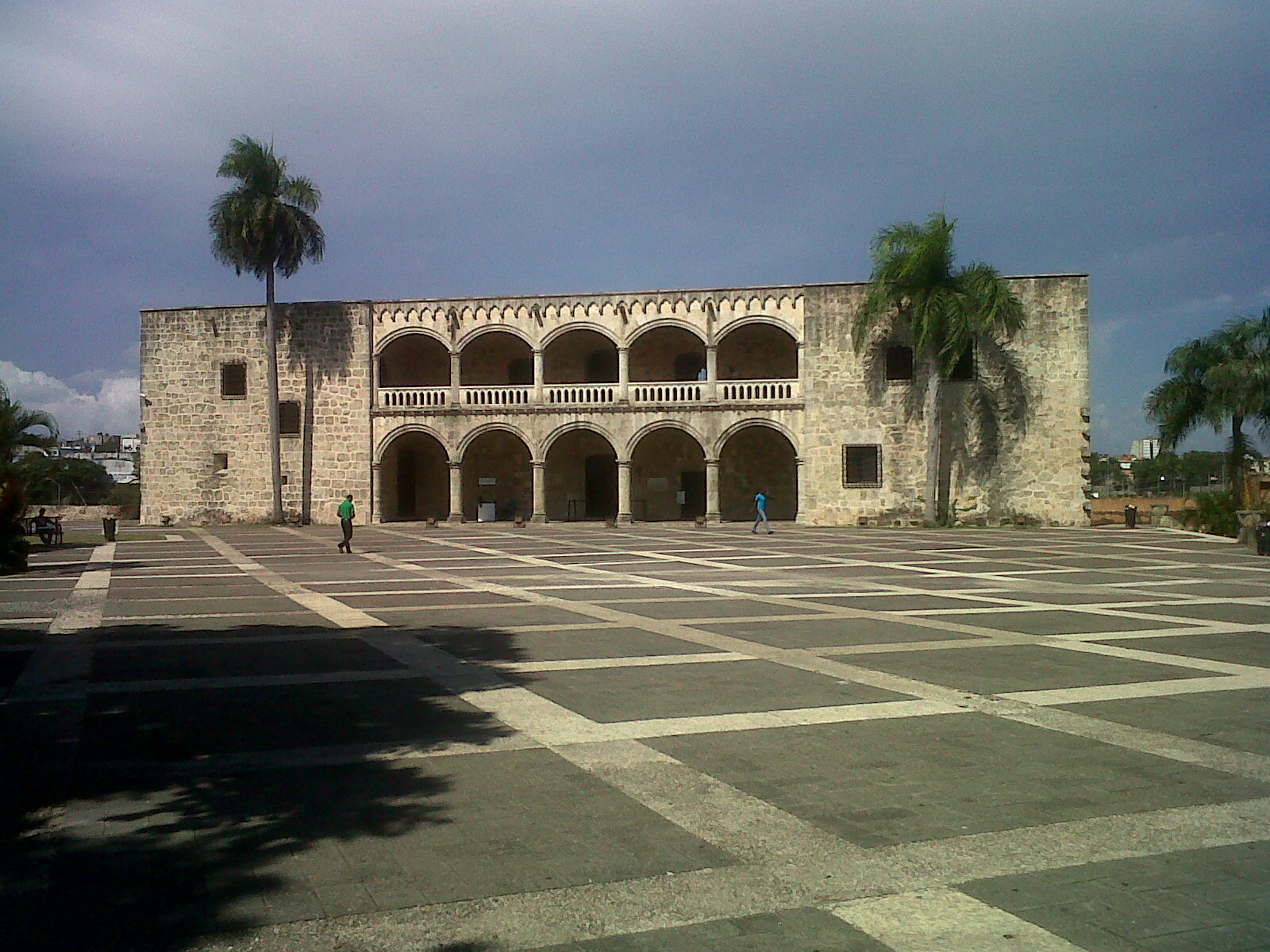
Alcázar de Colón
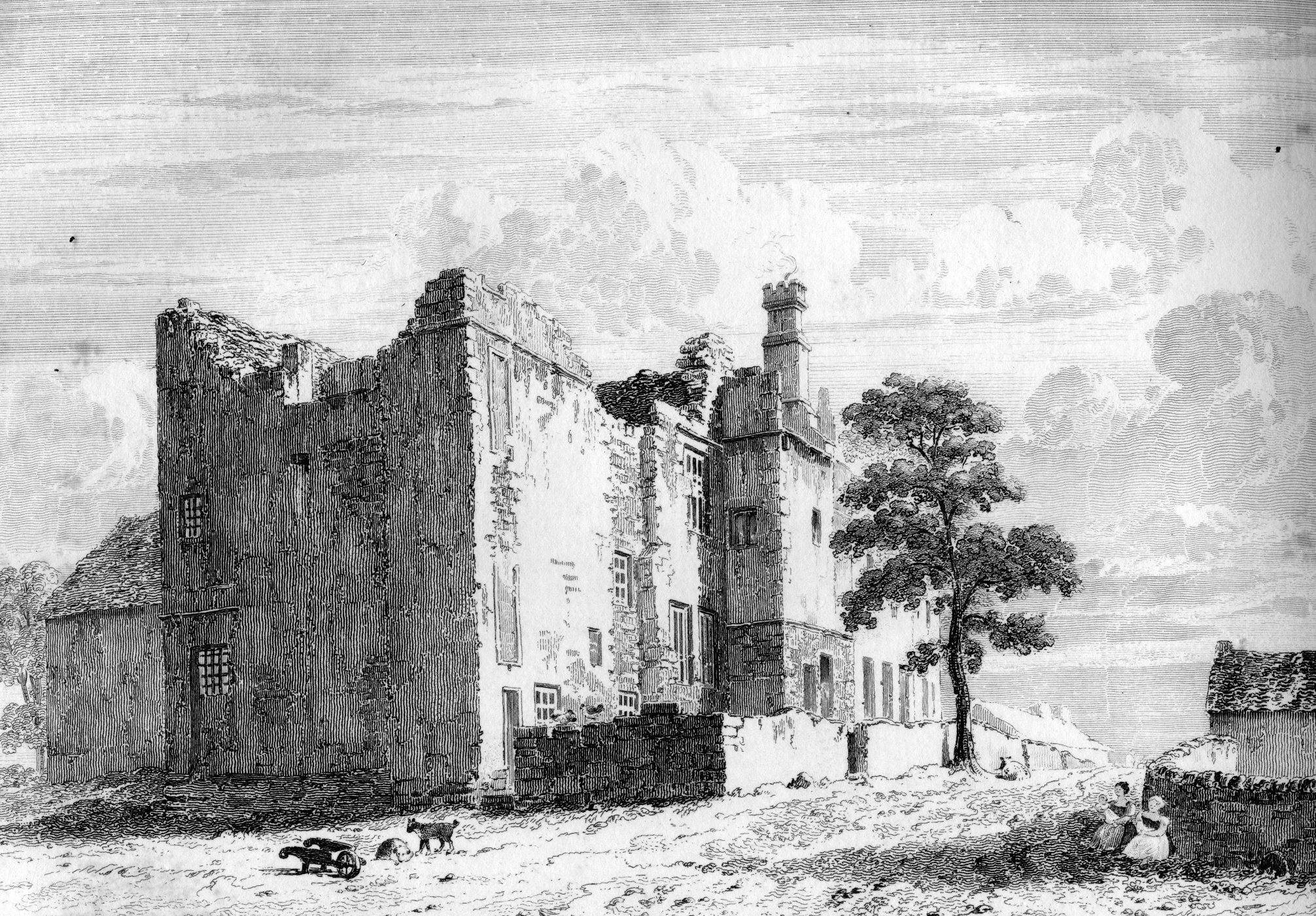
Ruines du Sheffield Manor en 1819
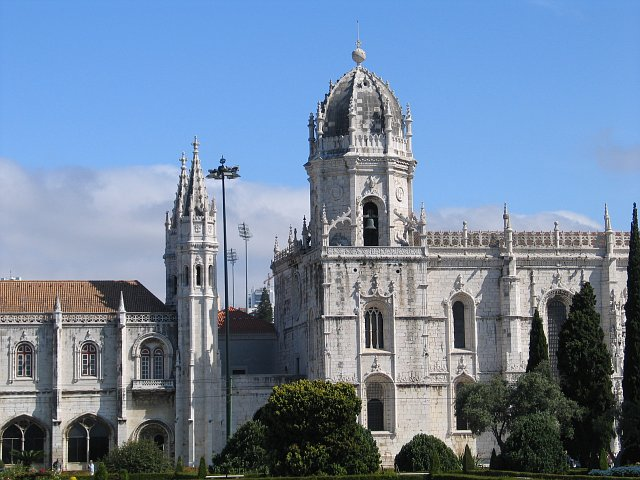
Le monastère des Hiéronymites à Lisbonne

## Naissances
- Vers 1510 : Philibert Delorme († 1570)
- 1510 : Jean Bullant († 1578)
- 8 juin 1511 : Bartolomeo Ammanati († 13 avril 1592)
- 3 juillet 1511 : Giorgio Vasari († 27 juin 1574)
- 1512 : Galeazzo Alessi († 30 décembre 1572)
- 1515 : Pierre Lescot († 10 septembre 1578)

## Décès
- 1512 : Mimar Hayreddin, architecte ottoman.
- 11 mars 1514 : Bramante (1444)
- 10 avril 1515 : Mateus Fernandes (date de naissance inconnue)
- 2 mai 1519 : Léonard de Vinci (15 avril 1452)
- 1516 : Giuliano da Sangallo (vers 1443)